# Центральный банк Парагвая
Центральный банк Парагвая (исп. Banco Central del Paraguay) — центральный банк Республики Парагвай.

## История
1 марта 1847 года издано распоряжение президента Парагвая о выпуске бумажных билетов Национального казначейства. В 1874 году выпускались билеты Конверсионной кассы, а с 1875 года — вновь билеты Национального казначейства.
10 мая 1882 года создан первый парагвайский банк — Банк Парагвая, получивший право выпуска банкнот.
26 декабря 1907 года основан частный Банк Республики, получивший право выпуска банкнот.
Декретом от 5 октября 1943 года в ноябре 1943 года введена новая денежная единица — гуарани, право эмиссии которой было предоставлено Банку Парагвая. 25 марта 1952 года банк реорганизован в государственный Центральный банк Парагвая.